# 네덜란드 방송 재단
네덜란드 방송 재단(네덜란드어: Nederlandse Omroep Stichting, NOS)는 네덜란드 공영 방송(NPO) 소속의 방송국이다. 주로 뉴스와 시사, 스포츠 등의 프로그램을 제작하며, 네덜란드의 방송법에 의해 긴급재난 방송국으로 지정되어 있다. 더불어 전체 네덜란드의 공영 방송국을 조정, 관리하는 역할을 하고 있다.

## 역사
네덜란드 전국 각지의 라디오 방송을 연결하고 공영 방송 시스템을 구축하기 위해 1947년에 네덜란드 라디오 연맹(Nederlandse Radio Unie, NRU)이 설립되었다. 이후 1951년에는 텔레비전 방송을 위한 네덜란드 텔레비전 재단(Nederlandse Televisie Stichting, NTS)이 설립되었다.
이후 새 미디어법에서 네덜란드 라디오 연맹과 네덜란드 텔레비전 재단을 합병시키는 법안에 1967년에 통과되었고, 1969년 5월 29일에 현재의 네덜란드 방송 재단이 만들어졌다.
1995년에는 새 미디어법에 의해 일부 제작 부문이 네덜란드 프로그램 재단(Nederlandse Programma Stichting, NPS)으로 독립하였다. NOS는 뉴스, 스포츠 등의 생중계 방송을 담당하게 되었고, NPS는 교육,문화 관련 프로그램 제작을 담당하게 되었다.

## 방송 프로그램

### 텔레비전
- NOS 조르날(NOS Journaal) : 텔레비전 뉴스 프로그램. 메인 뉴스는 오후 8시에 NPO1에서 방송된다.
- NOS 이위흐트조르날(NOS Jeugdjournaal) : 8~12세 어린이 및 청소년 대상 뉴스 프로그램. NPO Zapp에서 방송된다.
- NOS 스튜디오 스포츠(NOS Studio Sport) : 인기 스포츠 취재 프로그램. 축구(FIFA 월드컵, UEFA 챔피언스 리그 등), 테니스, 빙상 스케이트 등의 스포츠에 대한 취재를 방송한다.
- NOS 오프 3(NOS op 3) : 청소년 및 청년층 대상 뉴스 프로그램. NPO3에서 방송된다.
- 니우수르(Nieuwsuur) : NTR과 공동으로 제작하는 야간 뉴스 매거진 프로그램. NPO2에서 방송된다.

### 라디오
- NOS 조르날(NOS Journaal) : 라디오 뉴스 프로그램. NPO 라디오 1, 2, 4, 5, 6에서 방송된다.
- NOS 오프 3(NOS op 3) : 청소년 및 청년층 대상 뉴스 프로그램. NPO 3FM, FunX에서 방송된다. (BBC 라디오 1의 뉴스비트와 비슷한 포맷) 2011년까지는 NOS Headlines라고 불렀다.
- NOS Radio 1 Journaal : NPO 라디오 1에서 방송되는 메인 뉴스 및 시사 프로그램으로, 아침과 오후 시간대에 방송한다.

## 관리 채널
NOS는 두 개의 디지털 채널인 NPO Nieuws, NPO Politiek의 두 채널을 주로 관리하고 있다. NPO Nieuws는 24시간 뉴스를 방송한다. NPO Politiek는 국회를 여는 기간에는 의회 방송을 하고, 열지 않는 기간에서는 NPO Sport란 이름으로 스포츠 방송을 한다.

## 같이 보기
- 네덜란드 공영 방송
- NTR